# Dicranaceae
Die Dicranaceae sind eine Familie der Laubmoose (Bryopsida).

## Merkmale
Es handelt sich um meist ausdauernde Moose, die in Rasen wachsen. Die Stängel sind unverzweigt oder manchmal gabelästig.
Die Blätter sind typischerweise in eine lange, pfriemenförmige Spitze ausgezogen. Bei vielen Arten sind die sichelförmig zu einer Seite des Stängels geneigt. Die Blattzellen sind am Grunde des Blattes länglich rechteckig, im oberen Teil rundlich bis quadratisch.
Die Kapseln stehen meist auf langen Stielen. Die 16 Peristom-Zähne können zwar auch einfach sein, sind aber meist tief gespalten, weshalb man die Moose der Familie im Deutschen auch manchmal „Gabelzahnmoose“ nennt.
Die Familie Ditrichaceae ist von den Merkmalen sehr ähnlich, enthält in der Regel aber kleinere Moose. Die systematische Gliederung dieser beiden Familien ist noch unklar.

## Verbreitung und Gattungen
In Europa sind nur die drei Gattungen Cnestrum, Dicranum und Paraleucobryum vertreten.
Weltweit besteht die Familie aus 24 Gattungen mit insgesamt rund 410 Arten in zwei Unterfamilien:
Unterfamilie Dicnemonoideae
- Dicnemon
- Eucamptodon
- Mesotus

Unterfamilie Dicranoideae
- Braunfelsia
- Brotherobryum
- Camptodontium
- Chorisodontium
- Cnestrum
- Cryptodicranum
- Dicranoloma
- Dicranum
- Eucamptodontopsis
- Holomitrium
- Hygrodicranum
- Leucoloma
- Macrodictyum
- Muscoherzogia
- Paraleucobryum
- Parisia
- Platyneuron
- Pocsiella
- Pseudo-chorisodontium
- Schliephackea
- Sclerodontium